# Уповноважений Верховної Ради України з прав людини
Уповноважений Верховної Ради України з прав людини — посадова особа, яка здійснює парламентський контроль за додержанням конституційних прав та свобод людини і громадянина в Україні.

## Опис
Закон України «Про Уповноваженого ВРУ з прав людини» визначив метою парламентського контролю такі пункти:
- захист прав і свобод людини і громадянина, проголошених Конституцією України, законами України та міжнародними договорами України;
- дотримання та повага до прав і свобод людини і громадянина
- запобігання порушенням прав і свобод людини і громадянина або сприяння їх поновленню;
- сприяння приведенню законодавства України про права і свободи людини і громадянина у відповідність з Конституцією України, міжнародними стандартами у цій галузі;
- поліпшення і подальший розвиток міжнародного співробітництва в галузі захисту прав і свобод людини і громадянина;
- запобігання будь-яким формам дискримінації щодо реалізації людиною своїх прав і свобод;
- сприяння правовій інформованості населення та захист конфіденційної інформації про особу.

## Структура органу

### Секретаріат
Для забезпечення діяльності Уповноваженого утворюється Секретаріат Уповноваженого ВР України з прав людини. Структура секретаріату, розподіл обов'язків та інші питання щодо організації його роботи регулюються Положенням про Секретаріат Уповноваженого Верховної Ради України з прав людини. Співробітники секретаріату є державними службовцями.

### Консультативна рада
Консультативна рада — структурна ланка Уповноваженого, що займається консультативною підтримкою, науковими дослідженнями, а також вивчає пропозиції щодо поліпшення стану захисту прав і свобод людини і громадянина.

### Представники Уповноваженого
Уповноважений має право призначати своїх представників у межах виділених коштів, затверджених Верховною Радою України. Організація діяльності та межі повноважень представників Уповноваженого регулюються Положенням про представників Уповноваженого Верховної Ради України з прав людини, яке затверджується Уповноваженим.

### Діяльність Уповноваженого
Уповноважений має право:
- вносити пропозиції щодо вдосконалення законодавства України у сфері захисту прав і свобод людини і громадянина;
- звертатися до Конституційного Суду України з конституційним поданням;
- перевіряти стан додержання встановлених прав і свобод людини і громадянина відповідними державними органами;
- відвідувати без попереднього повідомлення про час і мету відвідування місця несвободи;
- запрошувати посадових і службових осіб, громадян України, іноземців та осіб без громадянства для отримання від них усних або письмових пояснень щодо обставин, які перевіряються по справі;
- звертатися до суду про захист прав і свобод осіб, які через фізичний стан, недосягнення повноліття, літній вік, недієздатність або обмежену дієздатність неспроможні самостійно захистити свої права і свободи; брати участь у судовому розгляді справ, провадження в яких відкрито за його позовами (заявами, клопотаннями (поданнями);
- направляти у відповідні органи акти реагування Уповноваженого у разі виявлення порушень прав і свобод людини і громадянина для вжиття цими органами заходів.

Органи державної влади, органи місцевого самоврядування, об'єднання громадян, підприємства, установи, організації незалежно від форми власності, посадові та службові особи, до яких звернувся Уповноважений, зобов'язані співпрацювати з ним і подавати йому необхідну допомогу.

## Уповноважені
| №     | Ім'я                             | Світлина                           | Термін                                      | Примітки             |
| ----- | -------------------------------- | ---------------------------------- | ------------------------------------------- | -------------------- |
| 1     | Карпачова Ніна Іванівна          |                                    | 14 квітня 1998 — 14 квітня 2003             | перший, повний строк |
| в. о. | Карпачова Ніна Іванівна          | 14 квітня 2003 — 19 червня 2003    |                                             |                      |
| 2     | Карпачова Ніна Іванівна          | 19 червня 2003 — 17 листопада 2006 | другий, неповний строк (подала у відставку) |                      |
| в. о. | Карпачова Ніна Іванівна          | 17 листопада 2006 — 8 лютого 2007  |                                             |                      |
| 3     | Карпачова Ніна Іванівна          | 8 лютого 2007 — 27 квітня 2012     | третій строк                                |                      |
| 4     | Лутковська Валерія Володимирівна |                                    | 27 квітня 2012 — 15 березня 2018            |                      |
| 5     | Денісова Людмила Леонтіївна      |                                    | 15 березня 2018 — 31 травня 2022            |                      |
| 6     | Лубінець Дмитро Валерійович      |                                    | з 1 липня 2022 — дотепер                    |                      |

## Реформування та діяльність інституції за Уповноваженого Дмитра Лубінця
Уповноважений ВР України з прав людини Дмитро Лубінець реформував інституцію після своїх попередників і запровадив у ній 9 основних напрямків роботи. Це захист прав: 
1. У секторі безпеки й оборони;
2. Прав дитини;
3. Прав громадян, постраждалих внаслідок збройної агресії проти України;
4. Соціальних та економічних прав;
5. Рівних прав і свобод, прав національних меншин, політичних та релігійних поглядів;
6. Прав людини в місцях несвободи (НПМ);
7. Інформаційних прав;
8. Прав у системі судоустрою та права на справедливе правосуддя;
9. Робота з міжнародного співробітництва та європейської інтеграції.

З кожного з напрямку Дмитро Лубінець назначив свого Представника. При кожному з них також діють експертні ради, до яких входять представники громадськості.
В Секретаріаті Уповноваженого ВР України з прав людини діє хаб громадських ініціатив. Громадські організації можуть збиратися в Офісі Омбудсмана для публічних обговорень, проводити свої заходи. 
Була розпочата робота із розширення регіональної мережі Уповноваженого ВР України з прав людини. Наразі Представник Уповноваженого працює в: Дніпропетровській, Волинській, Донецькій, Луганській, Закарпатській, Запорізькій, Івано-Франківській, Київській, Кіровоградській, Львівській, Миколаївській, Одеській, Полтавській, Рівненській, Сумській, Харківській, Херсонській, Черкаській, Чернівецькій, Чернігівській областях та в Автономній Республіці Крим. Представників мають назначити в кожній області України. 

У 2022 році за роботи Лубінця інституція розпочала займатися поверненням депортованих і примусово переміщених дітей з РФ та ТОТ на підконтрольну територію України. Повернення відбувається у межах затвердженого плану дій Президента України Bring Kids Back UA. 
За діяльності Дмитра Лубінця в Секретаріаті Уповноваженого Верховної Ради України з прав людини започаткували проведення зустрічей з родичами військовополонених та зниклих безвісти захисників України. Представники інституції беруть участь в репатріації військовополонених.

## Членство інституції в міжнародних організаціях
Інституція Уповноваженого входить до міжнародних організацій та об’єднань: 
- Європейської мережі органів рівності (EQUINET).
- Міжнародного інституту Омбудсмана – ІОІ (International Ombudsman Institute).
- Європейської мережі національних інституцій з прав людини – ENNHRI (European Network of National Human Rights Institutions).
- Асоціації омбудсменів Середземномор'я – АОМ (Association of Mediterranean Ombudsmen).
- Глобального альянсу національних інституцій з прав людини – GANHRI (Global Alliance of Human Rights Institutions).
- Європейської мережі  омбудсманів — ENO (European Network of Ombudsmen).

Інституція Омбудсмана України за ініціативи Дмитра Лубінця вийшла із Європейського інституту Омбудсмана після того, як двох українських дітей, які перебували на території Республіки Австрія через російську збройну агресію, "правозахисник Європейського інституту Омбудсмана (ЄІО)" вивіз на територію РФ.

## Партнери
- ЮНІСЕФ
- Організація з безпеки і співробітництва в Європі
- Фундація.101
- Харківська правозахисна група
- УМДПЛ
- Міжнародна організація з міграції
- Міжнародний фонд «Відродження»